# Anopheles paltrinierii
Anopheles paltrinierii este o specie de țânțari din genul Anopheles, descrisă de Shidrawi și Gillies în anul 1987.
Este endemică în Oman. Conform Catalogue of Life specia Anopheles paltrinierii nu are subspecii cunoscute.